# Christopher Trimmel
Christopher Trimmel (* 24. Februar 1987 in Oberpullendorf) ist ein österreichischer Fußballspieler. Der Abwehrspieler spielt für den 1. FC Union Berlin. Er wird auch als Mittelfeldspieler eingesetzt.

## Karriere

### Verein
Trimmel begann seine Karriere beim UFC Mannersdorf im Burgenland. 2006 wechselte er zum ASK Horitschon, ein Jahr später ging es in die erste Mannschaft, für die er in 15 Spielen sieben Tore erzielte.
2008 wurde er vom SK Rapid Wien unter Vertrag genommen und vor allem bei den Amateuren eingesetzt. Sein Debüt in der Bundesliga gab Trimmel am 5. April 2009 im Spiel gegen SK Austria Kärnten. Der Stürmer wurde für den Kroaten Nikica Jelavić in der 88. Minute eingewechselt, Rapid gewann das Spiel 4:2. Vier weitere Einsätze folgten in dieser Saison.
Beim UEFA-Europa-League-Hinspiel gegen KS Vllaznia Shkodra erzielte Trimmel sein erstes Pflichtspieltor für Rapid. Am 2. August 2009 gelang ihm gegen Austria Kärnten innerhalb von sechs Minuten ein lupenreiner Hattrick. Dieser war nach einem Hattrick von Hans Krankl der bis dahin zweitschnellste in der österreichischen Bundesliga. Nur wenige Tage später schoss er in der 3. Qualifikationsrunde der Europa League gegen APOP Kinyras Peyias in der Verlängerung das entscheidende Tor zum Aufstieg.
Zur Saison 2014/15 wechselte Trimmel zum deutschen Zweitligisten 1. FC Union Berlin. Zur Saison 2018/19 übernahm er die Funktion des Mannschaftskapitäns und stieg am Saisonende mit der Mannschaft in die Bundesliga auf. Sein Debüt in der höchsten deutschen Spielklasse gab er am 18. August 2019 (1. Spieltag) bei der 0:4-Niederlage im Heimspiel gegen RB Leipzig.
Im Jänner 2023 wurde Trimmels Vertragslaufzeit beim 1. FC Union Berlin zum wiederholten Mal verlängert. Am 13. Mai 2023 absolvierte er sein 300. Pflichtspiel für den Verein. Am 24. Oktober 2023 gab Trimmel gegen Napoli im Alter von 36 Jahren und 240 Tagen sein Debüt in der Königsklasse und wurde damit zum ältesten österreichischen Debütanten in der Champions League. Den Rekord hatte zuvor Michael Konsel inne, der 1996 bei seinem Debüt für Rapid 34 Jahre und 189 Tage alt war.
Im April 2025 verlängerte Trimmel seinen Vertrag bei Union erneut.

### Nationalmannschaft
Sein Debüt für die österreichische Nationalmannschaft gab Trimmel am 12. August 2009 beim Freundschaftsspiel gegen Kamerun mit seiner Einwechslung in der 67. Spielminute. Bis März 2010 kam er zu drei Einsätzen im Nationalteam. Nach über neun Jahren wurde er im Oktober 2019 wieder ins Nationalteam einberufen, wo er im EM-Qualifikationsspiel gegen Israel sein erstes Länderspiel seit dem 3. März 2010 bestritt. Im Mai 2021 wurde er in den vorläufigen Kader Österreichs für die EM 2021 berufen und schaffte es schlussendlich auch in den endgültigen Kader, mit dem er bis zum Achtelfinale kam. Während des Turniers kam er zu einem Kurzeinsatz. Im November 2021 gelang ihm im abschließenden Spiel der WM-Qualifikation beim 4:1-Sieg gegen die Republik Moldau sein erster Treffer in der Nationalmannschaft.

## Erfolge
- Aufstieg in die Bundesliga 2019 (mit dem 1. FC Union Berlin)

## Sonstiges
Trimmel ist Tattoo-Artist und betreibt seit 2019 ein mobiles Tattoo-Studio.